# 王寶音
王寶音，男，蒙古族，武警少将警銜（2018年12月28日晋升），中共黨員。

## 生平
歷任武警内蒙古总队副参谋长、参谋长（2011年6月任职，大校），武警安徽省总队司令员（2016年5月出任，约2019年6月卸任）。